# Buerenia cicutae
Buerenia cicutae (лат.) — гриб рода Бурения (Buerenia) из семейства Протомициевые (Protomycetaceae), паразит вёха ядовитого (Cicuta virosa).
Вызывает у заражённого растения пятнистость и появление небольших вздутий (галлов) на черешках, вблизи их оснований или по всей длине. Пятна бледно-зеленоватые, позже становятся светло-коричневыми и черноватыми, имеют форму от округлой до вытянутой.
Аскогенные клетки гриба (см. Протомициевые#Морфология) тонкостенные, шаровидные или эллипсоидные, размерами (37)55—74×63(37—100) мкм; аскоспоры 4—7×1—2 мкм.
Известен в Финляндии.